# Orphée
Pour les articles homonymes, voir Orphée (homonymie).
Ne doit pas être confondu avec Morphée.

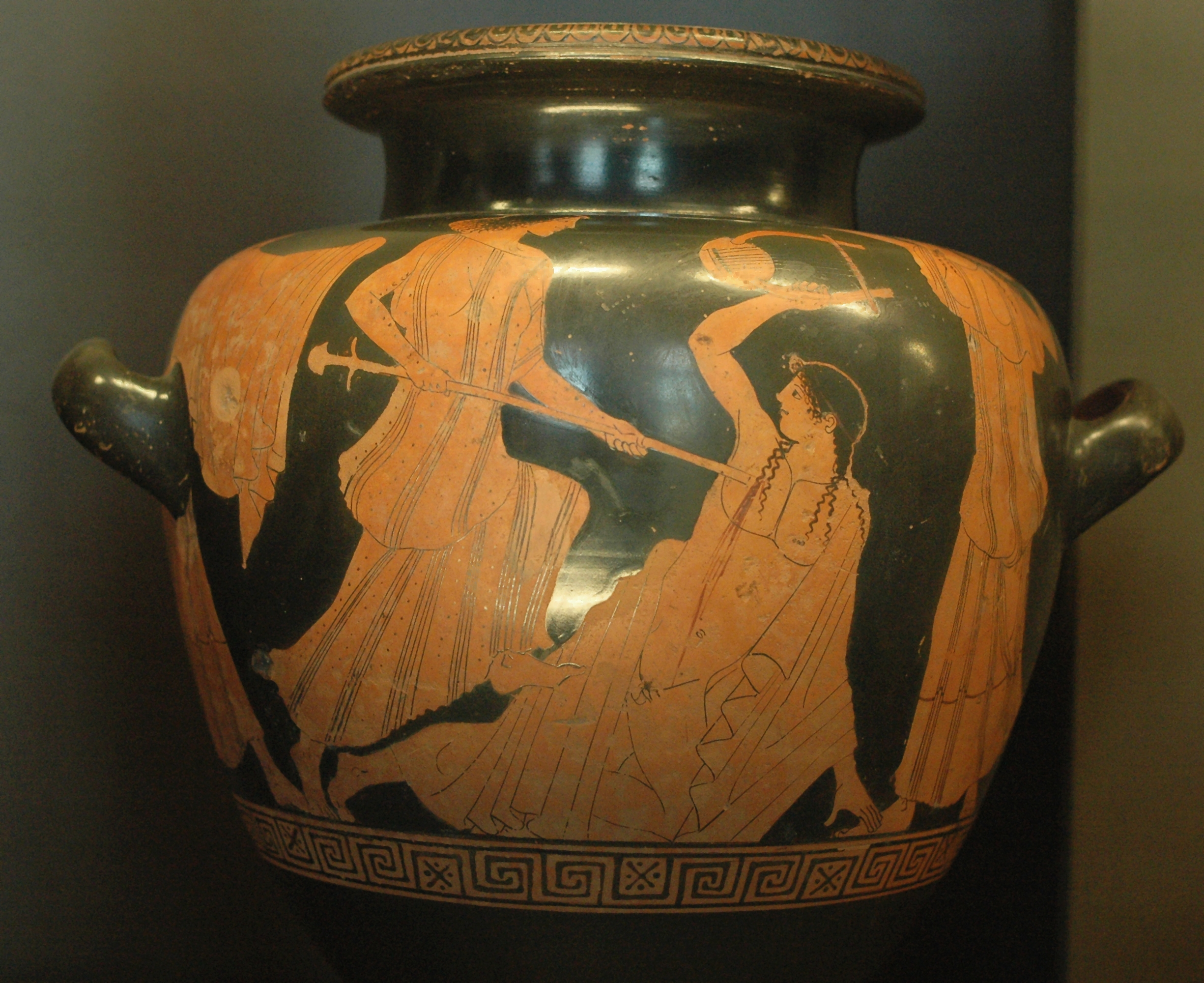
Mort d'Orphée, stamnos à figures rouges d'Hermonax,, musée du Louvre (G 416).

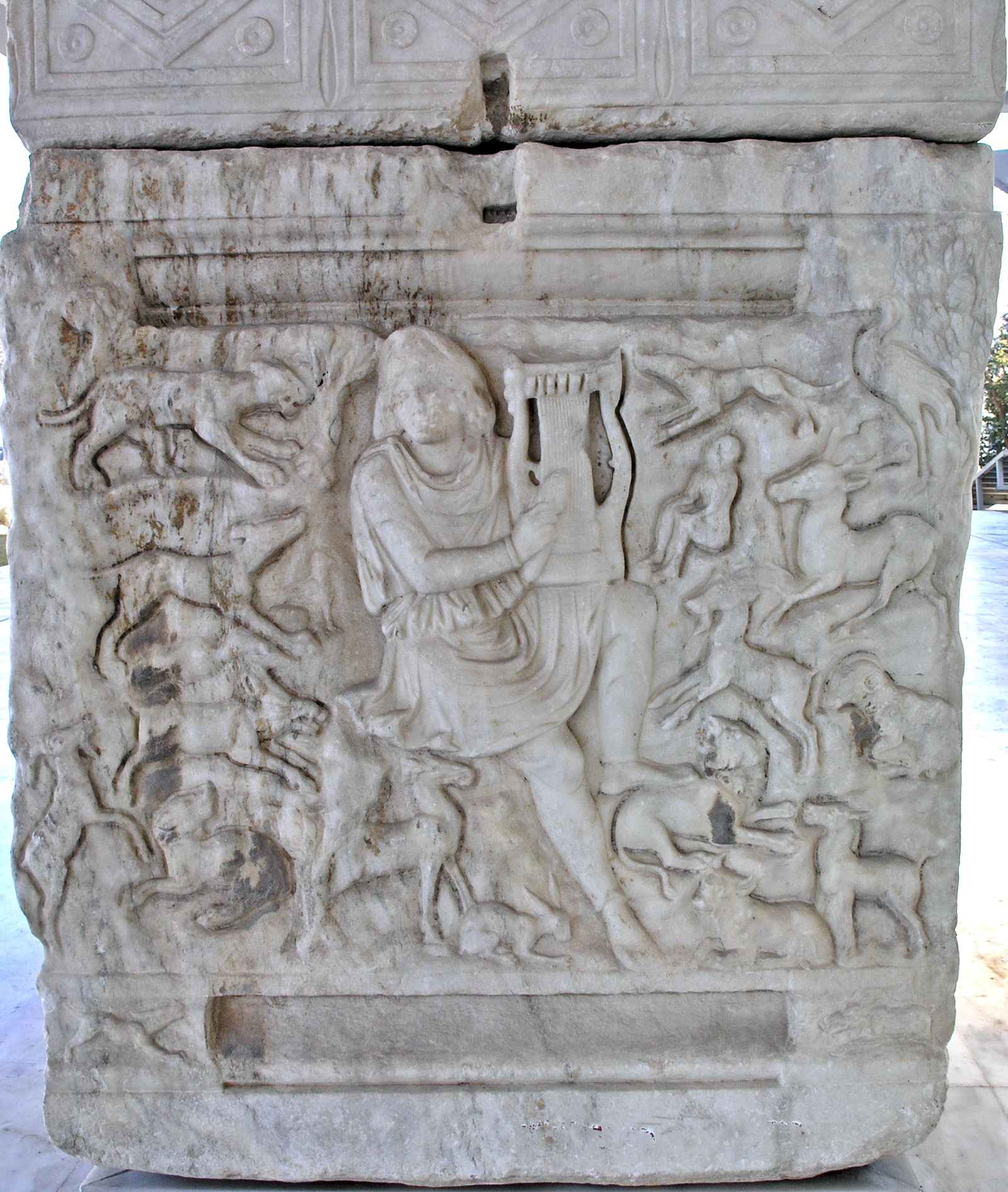
Orphée charmant les bêtes sauvages avec sa lyre, sarcophage du, musée archéologique de Thessalonique (Inv. 1246).

Orphée (en grec ancien Ὀρφεύς / Orpheús) est un héros de la mythologie grecque, fils du roi de Thrace Œagre et de la muse Calliope. Poète et musicien (son instrument est la lyre), il était parfois considéré comme un prophète et a inspiré un mouvement religieux appelé « orphisme », qui était lié aux pythagoriciens et aux mystères dionysiaques. Orphée a fait partie des Argonautes ; sa descente aux Enfers et son échec à ramener son épouse Eurydice dans le monde des vivants ont façonné son mythe.
Si la plupart des auteurs antiques s'accordent sur l'existence historique d'Orphée, pour Aristote, Orphée n'a jamais été poète. Selon lui, l’auteur des hymnes orphiques se nomme Cercops,. Orphée est évoqué dans un poème d'Ibycos, au VIIe siècle av. J.-C.. La légende d'Orphée est liée à la religion des mystères ainsi qu'à une littérature sacrée. Il enseigna les initiations, et à s'abstenir des meurtres par l'instauration des expiations.
Orphée inspirera les artistes. En 1912, Guillaume Apollinaire identifie un mouvement artistique basé sur la musique et l’abstraction qu'il appelle orphisme, proche du cubisme. On peut y rattacher les peintres Robert et Sonia Delaunay, Fernand Léger, Picabia, Marie Laurencin et Marcel Duchamp.
Il semblerait que le mythe d'Orphée ne soit pas propre à la seule culture de la Grèce antique, et qu'il ait des origines plus anciennes, peut-être paléolithiques. Cela a été remarqué dès la fin du XIXe siècle par le philologue Charles-Félix-Hyacinthe Gouhier, lequel indiquait un récit semblable chez les Iroquois : « Nous verrions volontiers, dans son voyage aux enfers à la recherche d’Eurydice, une légende remontant jusqu’aux temps paléolithiques et qui, à une époque impossible à préciser, aura été transportée au Canada ».

## Étymologie
Orphée proviendrait du mot grec orphen qui signifie « obscurité », une autre interprétation associe son nom à Ophreus que l’on peut traduire par « le renfrogné ». Enfin, il y a une étymologie datant de la fin de l’époque impériale romaine, celle de Fulgence, grammairien latin du Ve siècle apr. J.-C., qui soutenait que le nom Orphée venait de oreafone c’est-à-dire « la plus belle voix ».

## Mythe

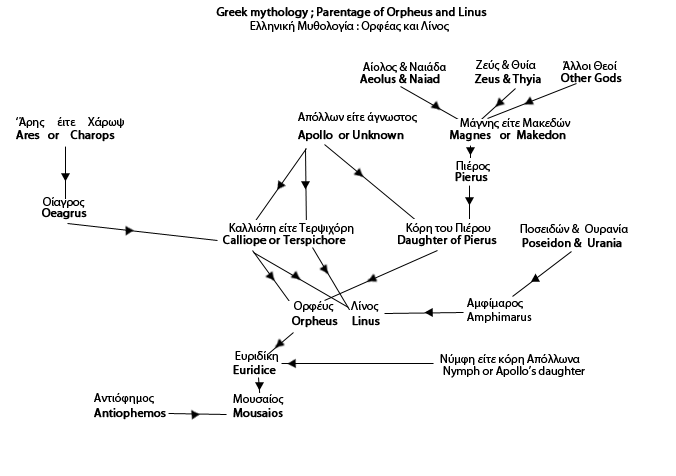
Généalogie d'Orphée.

Orphée est le fils du roi Œagre et de la muse Calliope, il savait par les accents de sa lyre charmer les animaux sauvages et parvenait à émouvoir les êtres inanimés. Il fut comblé de dons multiples par Apollon. La légende raconte qu'il ajouta deux cordes à la traditionnelle lyre à sept cordes que lui donna le dieu, en hommage aux neuf muses, auxquelles appartenait sa mère. Il passe pour être l'inventeur de la cithare.
Selon les Histoires incroyables de Palaiphatos, Orphée n'a jamais dompté les animaux de sa harpe, comme le prétend le mythe. Les Ménades en délire mettaient en pièces les troupeaux de Piérie, commettant de nombreux actes de violence avant de s'en retourner dans les montagnes pour y rester pendant des jours. Orphée fut chargé d'imaginer un moyen de les faire revenir chez elles. Orphée, après avoir sacrifié à Dionysos, les fit descendre des montagnes en jouant de la lyre, par deux fois : la première fois, tenant à la main le thyrse, elles arrivaient de la montagne, couvertes par des feuillages d'arbres de toute espèce. La légende naquit selon laquelle Orphée, au son de sa lyre, faisait descendre de la montagne même la forêt. Voyageur, il participa à l'expédition des Argonautes. Il y faisait office de « chef de nage » : il donnait par son chant la cadence aux coups de rame des autres héros. Son chant permit également à l'expédition de résister au danger du chant des sirènes, dont il parvint à surpasser le pouvoir de séduction. Il se rendit jusqu'en Égypte, puis revint en Grèce ; ce fut le but des expiations, dont il établit l'usage.

### Mort d'Eurydice et descente aux Enfers
Le jour même de ses noces avec Orphée, la dryade Eurydice, fuyant Aristée qui l'importune, est mordue par un serpent caché dans les hautes herbes. Elle en meurt et descend au royaume des Enfers. Orphée, inconsolable, y descend à sa suite et après avoir endormi de sa musique enchanteresse Cerbère, le monstrueux chien à trois têtes qui en garde l'entrée, et les terribles Euménides, peut approcher le dieu Hadès, et son épouse Perséphone. Il parvient, grâce à sa musique, à le faire fléchir, et celui-ci le laisse repartir avec sa bien-aimée à la condition qu'elle le suive en silence et qu'il ne se retourne ni ne lui parle tant qu'ils ne seront pas revenus tous deux dans le monde des vivants. Alors qu'il s'apprête à sortir des Enfers, Orphée, n'entendant plus les pas de sa bien-aimée, ayant peur que son amour lui échappe et impatient de la voir, se retourne imprudemment, la perdant à jamais.

Une autre version veut que lors de la remontée des Enfers, Orphée se rassure de la présence d'Eurydice derrière lui en écoutant le bruit de ses pas. Parvenus dans un endroit où règne un silence de mort, Orphée s'inquiète de ne plus rien entendre et craint qu'il ne soit arrivé un grand malheur à Eurydice. Sans plus attendre, il décide de se retourner et la voit disparaître aussitôt. 

« Orphée […] la reçoit sous cette condition, qu'il ne tournera pas ses regards en arrière jusqu'à ce qu'il soit sorti des vallées de l'Averne ; sinon, cette faveur sera rendue vaine. […] Ils n'étaient plus éloignés, la limite franchie, de fouler la surface de la terre ; Orphée, tremblant qu'Eurydice ne disparût et avide de la contempler, tourna, entraîné par l'amour, les yeux vers elle ; aussitôt elle recula, et la malheureuse, tendant les bras, s'efforçant d'être retenue par lui, de le retenir, ne saisit que l'air inconsistant. »

— (Ovide, Métamorphoses [détail des éditions] [lire en ligne], X, trad. GF-Flammarion, 2001)
.

### Mort d'Orphée

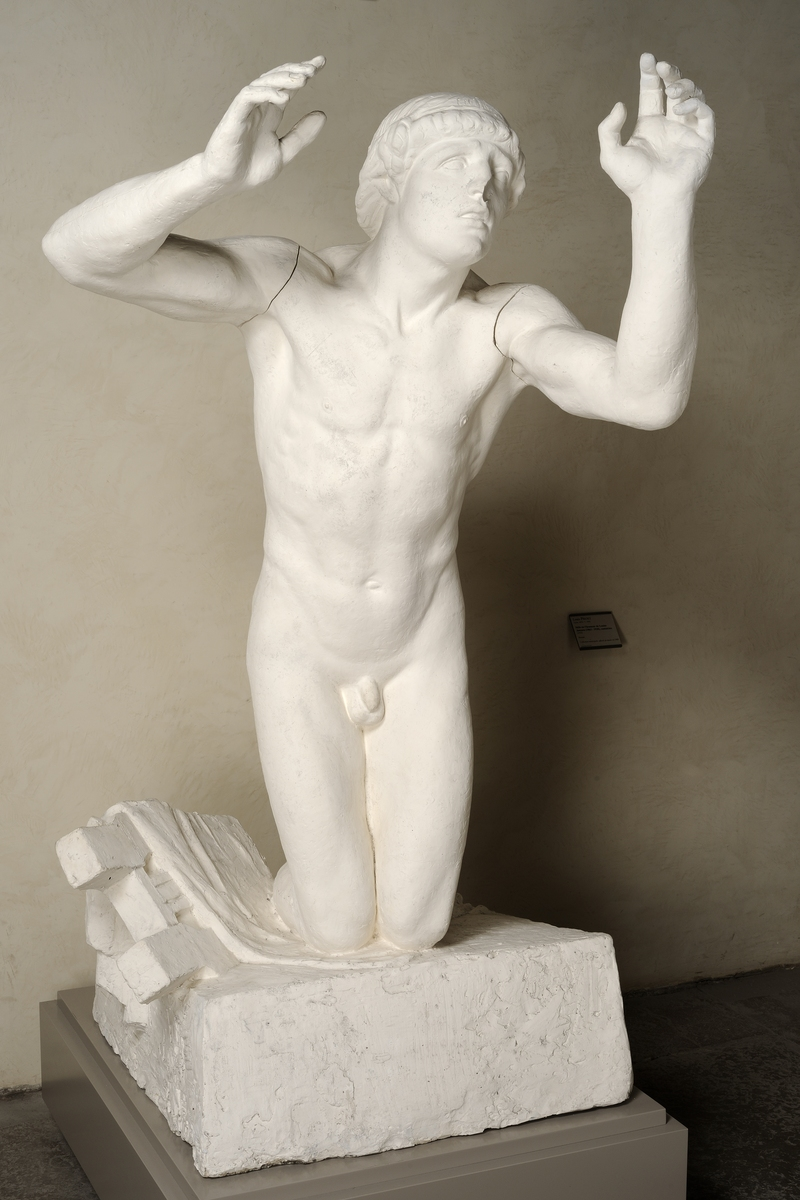
Marc Leriche, Orphée suppliant Charon (1914), plâtre, musée des Beaux-Arts de Lyon.

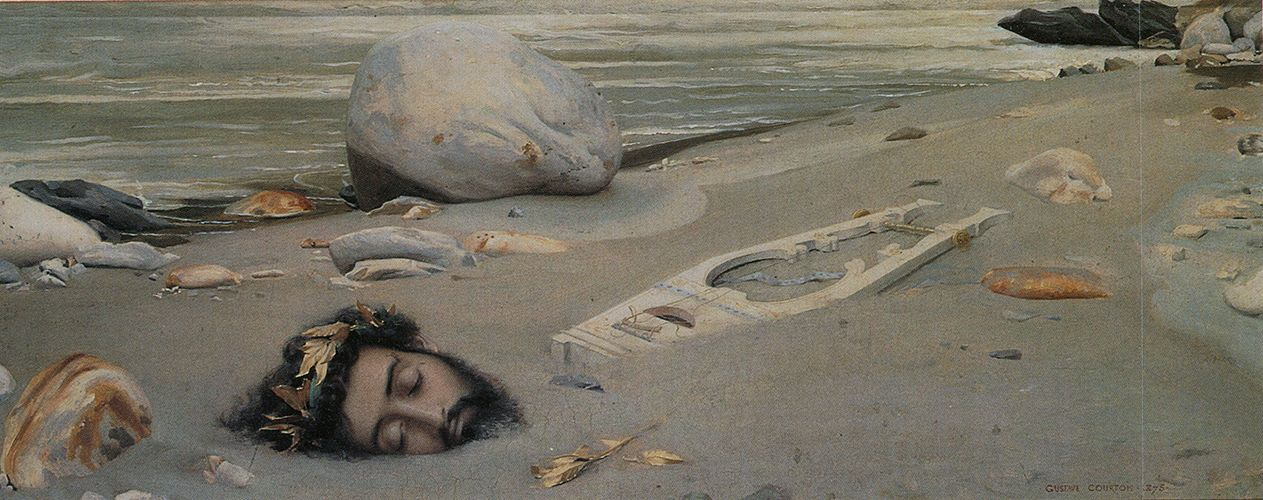
La tête et la lyre d'Orphée rejetées par les vagues sur les rives de Lesbos, par Gustave Courtois (1875).

Orphée se montra par la suite inconsolable. De nombreuses versions de sa mort circulent, :
- selon Pausanias, il fut foudroyé par Zeus pour avoir révélé des mystères divins aux hommes qu'il initiait[17] ;
- selon Strabon, il aurait trouvé la mort dans un soulèvement populaire[18] ;
- la version la plus courante est que les Bacchantes (ou Ménades) éprouvèrent un vif dépit de le voir rester fidèle à Eurydice et le déchiquetèrent.

Salomon Reinach évoque à propos de la mort d'Orphée le sparagmos — déchirement rituel du corps — et le cannibalisme sous-entendu. Sa tête, jetée dans l'Hèbre, fleuve de Thrace, vint se déposer sur les rivages de l'île de Lesbos, terre de la Poésie, où existait un oracle d’Orphée dans une grotte.
Les Muses, éplorées, recueillirent les membres d'Orphée pour les enterrer au pied du mont Olympe, à Leibèthres, en Thessalie. Après avoir ramassé tous les morceaux du corps d’Orphée, elles prirent sa lyre, mais ne sachant à qui la donner, elles demandèrent à Zeus de placer l’instrument dans le ciel, en hommage au poète et à la musique. Zeus accepta la requête et ainsi fut créée la constellation de la Lyre. On prétendait que sa tête continuait parfois à chanter dans son tombeau, symbole de la survie posthume du poète par son chant.
D'après Ovide, Lyaéus (Bacchus), affligé de la perte du chantre, attacha au sol, par de tortueuses racines, toutes les femmes édoniennes présentes à la mort d'Orphée, et elles furent métamorphosées en arbres.

### Sépulture
Il circulait en Thessalie une légende au sujet de la tombe d'Orphée. Un oracle de Dionysos avait prédit que si les cendres d'Orphée étaient exposées au jour, un porc ravagerait la cité. Les habitants se moquèrent de cette prédiction, mais un jour, un berger s'endormit sur la tombe d'Orphée et, tout en rêvant, se mit à chanter les hymnes du poète. Les ouvriers présents dans les champs voisins accoururent aussitôt en grand nombre ; ils se bousculèrent tant qu'ils en vinrent à éventrer le sarcophage du poète. La nuit venue, un violent orage éclata, la pluie tombait abondamment et la rivière en crue inonda la ville et ses principaux monuments. La rivière en question est la Sys ; son nom signifie porc.
Une famille sacerdotale athénienne, les Lycomides, connaissaient et chantaient les hymnes lors de mystères.

## Rôle religieux en Grèce antique: l'orphisme
C'est autour de ce mythe que se fonda l'orphisme, courant philosophique et religieux fondé sur l'initiation dont la descente d'Orphée aux enfers est le modèle. Orphée passait parfois pour le fondateur des mystères d'Éleusis avec Dionysos. Ces mouvements disparurent avec le polythéisme olympien vers le IVe siècle. Orphée est également parfois considéré dès l'Antiquité comme un mage ou un sorcier. Une tradition antique dit qu'Onomacrite a retranscrit les doctrines d'Orphée en vers.

## Évocations artistiques après l'Antiquité

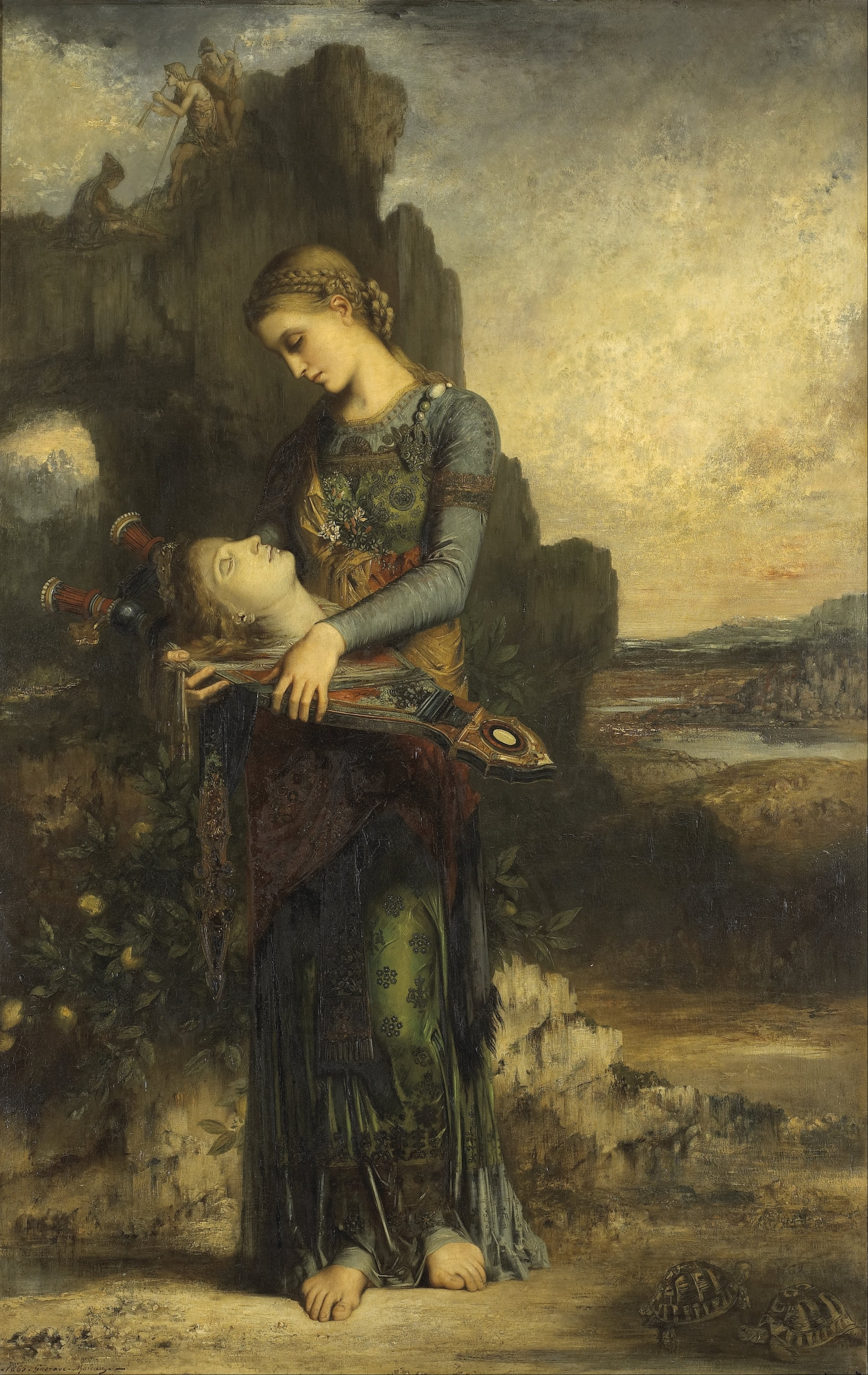
Gustave Moreau, Jeune fille thrace portant la tête d'Orphée, 1865, musée d'Orsay.

### Opéras et ballets
- 1600 : L'Euridice, favola drammatica de Giulio Caccini et Jacopo Peri ;
- 1602 : Euridice, opéra de Giulio Caccini ;
- 1607 : L'Orfeo, opéra de Claudio Monteverdi ;
- 1619 : La morte d'Orfeo, opéra de Stefano Landi ;
- 1627 : Orfeo dolente, opéra de Domenico Belli :
- 1638 : Ballett von dem Orpheus und der Euridike, ballet de Heinrich Schütz ;
- 1647 : Orfeo, opéra de Luigi Rossi ;
- 1659 : Orpheus von Thracien, opéra de Johann Jakob Löwe ;
- 1672 : Orfeo, opéra d'Antonio Sartorio ;
- 1683 : Orpheus und Eurydice, der Hölle-stürmenden Liebes-Eifer, Singspiel de Johann-Philip Krieger ;
- 1686 : La Descente d'Orphée aux enfers H.488, opéra de Marc-Antoine Charpentier ;
- 1690 : Orphée, opéra de Jean-Baptiste Lully et Louis Lully ;
- 1697 : Orpheus and Uridice, masque de George Weldon ;
- 1698 : Orpheus, Singspiel de Reinhard Keiser ;
- 1715 : Orfeo ed Euridice, opéra de Johann-Josef Fux ;
- 1726 : Orpheus oder die wunderliche Beständigkeit der Liebe, opéra de Georg Philipp Telemann ;
- 1749 : I lamenti d'Orfeo', opéra de Giovanni Alberto Ristori ;
- 1750 : Euridice, pasticcio de Georg Wagenseil ;
- 1752 : L'Orfeo, opéra de Carl-Heinrich Graun ;
- 1763 : Orfeo ed Euridice, opéra de Florian Johann Deller ;
- 1764 ? : La Mort d'Orphée, tragédie lyrique de Antoine Dauvergne sur un livret de Marmontel ;
- 1770 : Orphée et Euridice ou La descente d'Orphée aux enfers, opéra de Josef Starzer ;
- 1762 : Orfeo ed Euridice : Orphée et Eurydice (version de Vienne) ; 1774 (version de Paris), opéra de Christoph Willibald Gluck ;
- 1775 : Orfeo ed Euridice, opéra d'Antonio Tozzi ;
- 1776 : Orfeo ed Euridice, opéra de Ferdinando Bertoni ;
- 1781 : Orfeo, ballet en cinq actes de Joseph Schuster ;
- 1784 : Orfeo ed Euridice, opéra de Tommaso Giordani ;
- 1786 : Orpheus og Eurydike (Copenhague), opéra de Johann Gottlieb Naumann ;
- 1791 : L'anima del filosofo ossia Orfeo ed Euridice, opéra de Joseph Haydn ;
- 1858 : Orphée aux Enfers, opéra-bouffe de Jacques Offenbach ;
- 1913 : Orphée, mimodrame de Roger-Ducasse ;
- 1924 : Les Malheurs d'Orphée, opéra de Darius Milhaud ;
- 1926 : Orpheus und Eurydike, opéra d'Ernst Krenek ;
- 1934 : La favola d'Orfeo, opéra en un acte d'Alfredo Casella ;
- 1947 : Orfeu da Conceicao, drame musical de Vinícius de Moraes ;
- 1947 : Orpheus, ballet d’Igor Stravinsky ;
- 1953 : Orphée 53, opéra de Pierre Schaeffer et Pierre Henry ;
- 1970 : Orfeo 9, opéra rock de Tito Schipa Jr. ;
- 1975 : Orpheus und Eurydike - Orphée et Eurydice, chorégraphie de Pina Bausch d'après l'opéra de Christoph Willibald Gluck ;
- 1978 : Orpheus, eine Geschichte in 6 Szenen (2 Akten) de Heinz Werner Henze ;
- 1981-1983 : Orpheus behind the wire, pour chœur mixte de quatre à douze voix, de Heinz Werner Henze ;
- 1991 : Orphée abymé, opéra bouffe de chambre vidéo de Paul-Baudouin Michel ;
- 1993 : Orphée, opéra de chambre de Philip Glass ;
- 2001 : Orfeo a Fumetti, opéra de chambre de Filippo del Corno ;
- 2008 : Passion, opéra de Pascal Dusapin, commande du Festival d'Aix-en-Provence, libre relecture du mythe fondateur de l’opéra, L'Orfeo. Ajout d'une chorégraphie de Sasha Waltz en 2010 ;
- 2009 : Orfeo coatto, mélodrame de Francesco Redig de Campo ;
- 2010 : Orphée, ballet de José Montalvo et Dominique Hervieu ;
- 2014 : Orfeo 14 (Vol. 1), création de Helmut Oehring.

### Musique

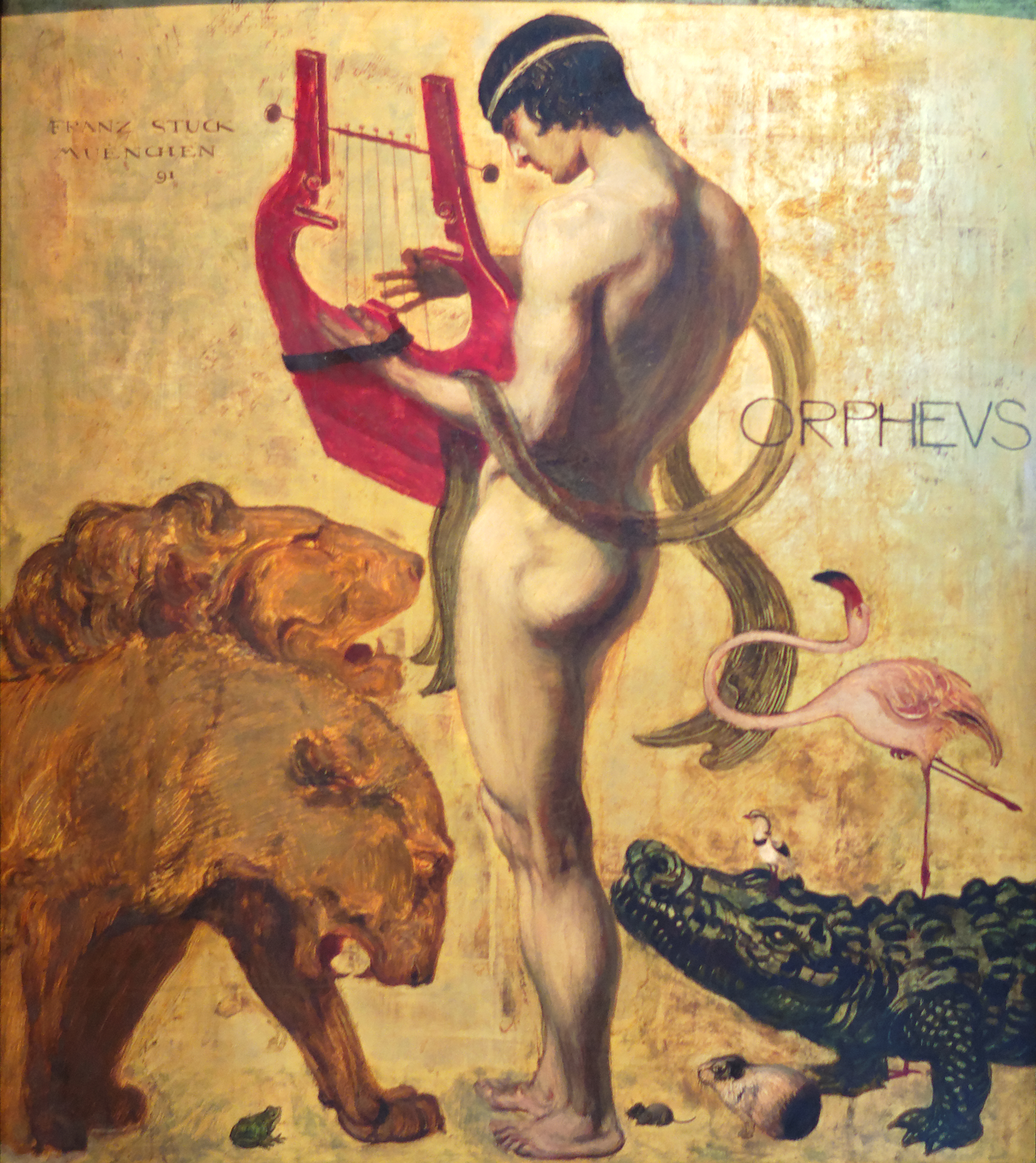
Orphée, Franz von Stuck (1891).

- 1618 : La Mort d'Orphée de Stefano Landi ;
- 1673 : Le Masque d'Orphée de Matthew Locke ;
- 1684 : Orphée descendant aux Enfers H.471, cantate de Marc-Antoine Charpentier ;
- Deux cantates Italiennes d'Alessandro Scarlatti :

Vers 1680 : Poi che riseppe Orfeo, H.572, pour soprano ;
vers 1702 : L'Orfeo, H.173, pour soprano et deux violons ;
- XVIIe siècle : La Lyra d’Orfeo, cantate de Luigi Rossi ;
- 1710 : Orphée, cantate française de Louis-Nicolas Clérambault sur un texte de Rochebrune[25] ;
- 1710 : Orphée, cantate pour basse, violon et basse continue de Philippe Courbois ;
- vers 1720 : Orphée, cantate française de Jean-Philippe Rameau ;
- 1827 : La mort d'Orphée, cantate d'Hector Berlioz composée pour le prix de Rome ;
- 1854 : Orphée, poème symphonique de Franz Liszt, transcription pour violon, violoncelle et piano par Camille Saint-Saëns en 1875 ;
- 1959 : La chanson d'Orphée de Dalida ;
- 1967 : Ich wollte wie Orpheus singen (de), chanson de Reinhard Mey ;
- 1972 : Pour En Finir Avec Le Pouvoir D'Orphée II de Bernard Parmegiani
- 1993 : The Orphée Suite pour piano de Philip Glass ;
- 1996 : Orphée Nonante Huit de Hubert-Félix Thiéfaine ;
- 2000 : Black Orpheus, album de Keziah Jones ;
- 2004 : Abattoir Blues/The Lyre of Orpheus de Nick Cave and the Bad Seeds ;
- 2005 : Eru no Ehon Majô to Lafrenze de Sound Horizon ;
- 2011 : La diskord  de Karim Maurice ;
- 2013 : It's Never Over (Oh Orpheus) de Arcade Fire ;
- 2022 : Orpheus de Fabio Mengozzi[26].

### Théâtre
- 1480 : la Fabula di Orfeo est un drame en un acte d'Ange Politien, composé de 401 vers, écrit et créé en 1480 à Mantoue et publié en 1494 ;
- 1660 : La Toison d'or de Pierre Corneille ;
- 1907 : Orphée-roi de Victor Segalen, livret d'opéra en cinq actes destiné à Debussy qui ne le mettra pas en musique ;
- 1926 : Orphée est une pièce de théâtre de Jean Cocteau ;
- 1942 : Eurydice de Jean Anouilh ;
- 1956 : Orfeu da Conceição, pièce de théâtre de Vinícius de Moraes ;
- 1957 : La Descente d'Orphée, pièce de théâtre de Tennessee Williams ;
- 1997 : Le visage d'Orphée, pièce de théâtre de Olivier Py ;
- 2003 : Orphée, pièce de théâtre de Bernard Manciet ;
- 2006 : Hadestown, comédie musicale anglo-saxonne de Anaïs Mitchell ;
- 2009 : Le Syndrome d'Orphée, mis en scène par Vladimir Pankov, basée sur un poème de Vladimir Maïakovski, une pièce de Jean Cocteau et l'opéra de Christoph Willibald Gluck.

### Cinéma
- 1950 : Orphée, film de Jean Cocteau ;
- 1959 : le Testament d'Orphée, film de Jean Cocteau ;
- 1959 : Orfeu Negro, film de Marcel Camus basé sur la pièce de Vinícius de Moraes ;
- 1983 : Le Voyage d'Orphée, court métrage d'animation de Jean-Manuel Costa ;
- 1985 : Orphée et Eurydice, film hongrois d'Istvan Gaal ;
- 1985 : Parking, film musical français réalisé par Jacques Demy ;
- 1999 : Orfeu, film musical brésilien réalisé par Carlos Diegues ;
- 2004 : Tristesse beau visage, court métrage de Jean-Paul Civeyrac ;
- 2012 : Vous n'avez encore rien vu, film d'Alain Resnais adapté de la pièce d'Anouilh ;
- 2014 : Métamorphoses, film de Christophe Honoré librement adapté des Métamorphoses d'Ovide ;
- 2019 : Portrait de la jeune fille en feu, long-métrage de Céline Sciamma.

### Télévision
2013 : épisode 13 Orphée, l’amour impossible de la série documentaire Les Grands Mythes.

### Littérature
- 1829 : Pierre-Simon Ballanche, Orphée, second tome des Essais de palingénésie sociale ;
- 1913-1927 : de nombreuses allusions au mythe orphique sont présentes dans À la recherche du temps perdu de Marcel Proust[27].

### Poésie
- 1641 : Tristan L’Hermite, Orphée dans La Lyre du sieur Tristan ;
- 1772 : Nicolas Gilbert, Orphée ou le pouvoir de l'harmonie dans Début poétique ;
- 1856 : Victor Hugo, Les Mages dans Les Contemplations ;
- 1856 : Gérard de Nerval fait référence à Orphée dans El Desdichado ;
- 1877 : Victor Hugo, Orphée dans La Légende des siècles ;
- 1911 : Guillaume Apollinaire, Le Bestiaire ou Cortège d'Orphée ;
- 1918 : Sébastien-Charles Leconte, Le dernier chant d'Orphée publié dans le Mercure de France[28].
- 1920 : Paul Valéry, Orphée dans l'Album de vers anciens ;
- 1922 : Rainer Maria Rilke, Sonnets à Orphée ;
- 1931 : Marguerite Yourcenar, La Nouvelle Eurydice
- 1941 et 2001 : Pierre Emmanuel, Tombeau d'Orphée et les Hymnes orphiques ;
- 1948 : Jean-Paul Sartre, Orphée noir, préface du recueil L'Anthologie de la nouvelle poésie nègre et malgache de langue française de Léopold-Sédar Senghor[29].

### Peinture

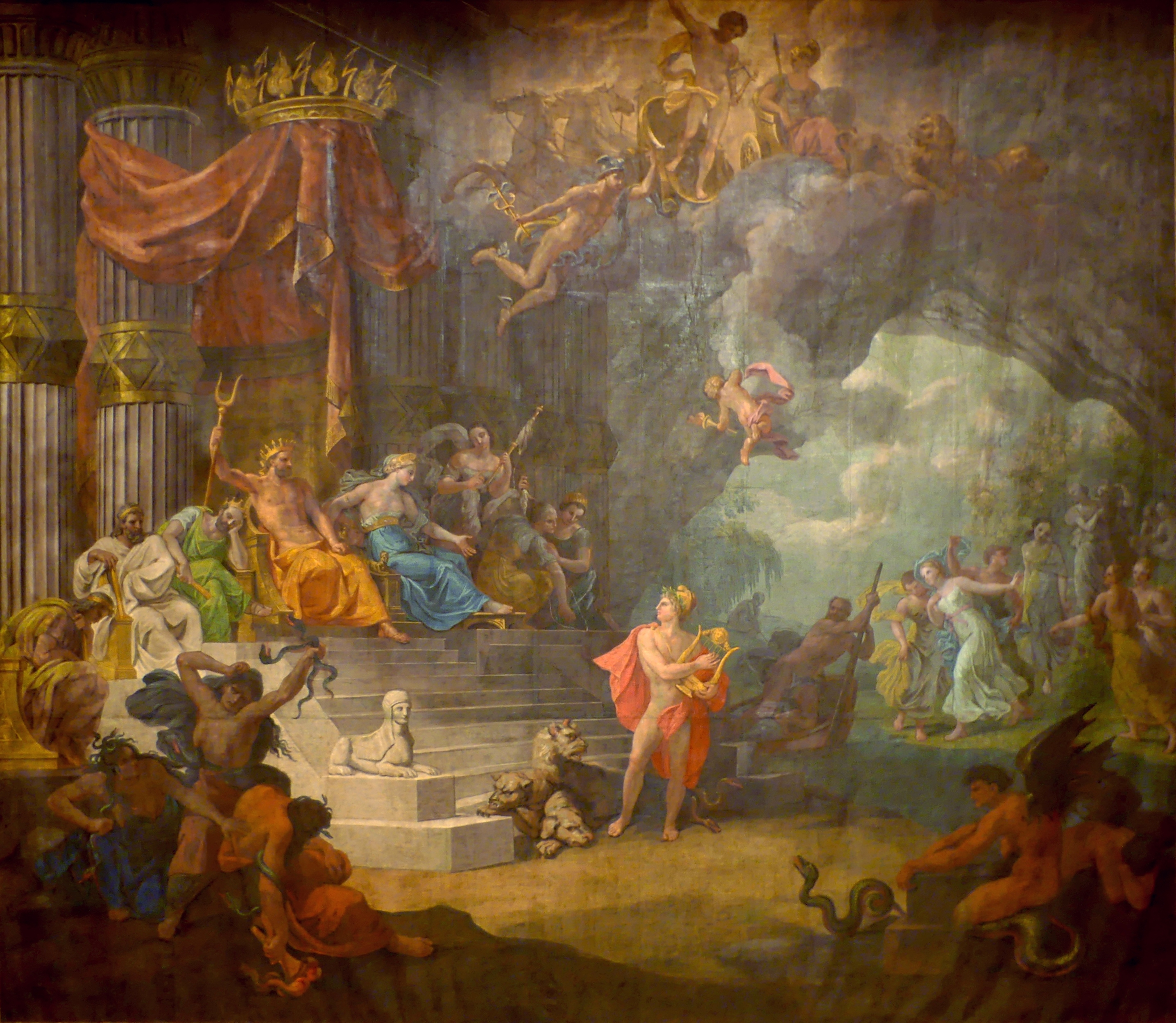
Rideau de scène du théâtre de Chambéry, peint par Luigi Vacca en 1824.

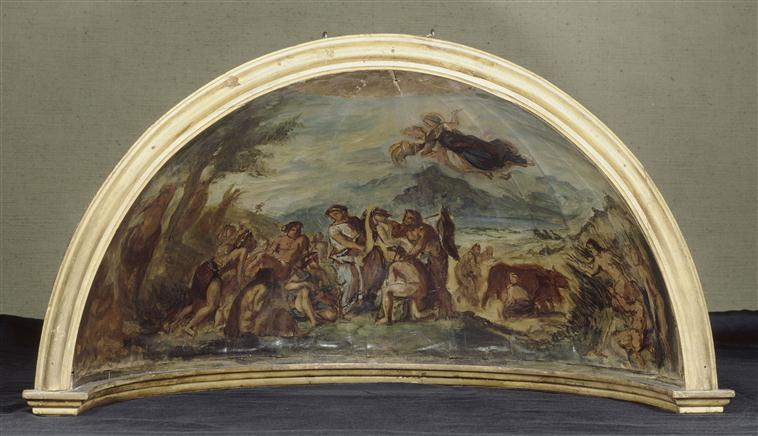
Orphée chez les grecs sauvages
Eugène Delacroix, 1833-47
Bibliothèque du Palais Bourbon.

- XVIIe siècle : Domenico Frilli Croci, Orphée, musée des beaux-arts de Chambéry ;
- XVIIe siècle : Nicolas Poussin, Paysage avec Orphée et Eurydice, musée du Louvre ;
- 1650 : François Perrier, Orphée devant Pluton et Proserpine, peinture sur toile, Musée du Louvre, Paris ;
- fin XVIIIe siècle : Jean II Restout, Orphée descendu aux enfers pour demander Eurydice ou la musique, musée du Louvre ;
- 1814 : Ary Scheffer, La Mort d'Eurydice, musée des beaux-arts de Blois ;
- 1824 : Luigi Vacca, Orphée demandant à Proserpine la libération d’Eurydice, peint sur le rideau de scène du théâtre Charles Dullin de Chambéry ;
- 1833-1847 : Eugène Delacroix : Orphée vient policer les Grecs encore sauvages et leur enseigner les Arts de la Paix, Cul de Four de la Bibliothèque du Palais Bourbon à Paris[30] ;
- 1861 : Jean-Baptiste Camille Corot, Orphée ramenant Eurydice des enfers, musée des Beaux-Arts de Houston ;
- 1865 : Gustave Moreau, Orphée, musée d'Orsay, Paris, France ;
- 1865 : Jules Machard, Orphée aux Enfers, huile sur toile ;
- 1866 : Émile Levy, Mort d'Orphée, musée d'Orsay ;
- vers 1896 : Alexandre Séon, Lamentation d'Orphée, musée d'Orsay ;
- 1896 : Melchior Lechter (de), Orpheus, musée régional d’art et d’histoire de l’art, Münster, Allemagne ;
- après 1912 : Cubisme orphique de Robert Delaunay et Sonia Delaunay ;
- 1914 : Félix Vallotton, Orphée dépecé par les Ménades, huile sur toile, Musée d'Art et d'Histoire, Genève[31] ;
- 1919 : Oscar De Clerck, Orphée domptant les animaux (bas-relief) ;
- 1939 : Louis Bouquet, La mort d'Orphée, Musée des Années Trente, Boulogne-Billancourt ;
- 1969 : Anselm Feuerbach, Orphée et Eurydice, Musée du Belvédère ;

### Bande dessinée
- 1969 : Orfi aux enfers (Poema a fumetti), une bande dessinée écrite et illustrée par Dino Buzzati ;
- 1986-1990 : Orphée, le chevalier de la lyre dans Saint Seiya, manga ;
- 1989-1996 : La Chanson d'Orphée de Neil Gaiman, dans le comic Sandman ;
- 1989 : Le Monde d'Arkadi (personnage Or-Fé) de Caza, publié d'abord par Les Humanoïdes Associés puis par Delcourt
- 2010 : La malédiction des 30 deniers. Tome 2 : La Porte d'Orphée, Jean Van Hamme, Antoine Aubin, Les aventures de Blake et Mortimer, Tome 20, Dargaud ;
- 2010 : Asterios Polyp de David Mazzucchelli, publié en France par Casterman ;
- 2010 : les deux premiers tomes de la série Les Mondes de Thorgal - La Jeunesse de Thorgal (Les Trois Sœurs Minkelsönn et L'Œil d'Odin) s'en inspirent manifestement (même trame narrative).

### Jeux vidéo
- 2009 : Don't Look Back de Terry Cavanagh ;
- 2020 : Hades de Supergiant Games.

#### Sources antiques
- Apollonios de Rhodes, Argonautiques [détail des éditions] [lire en ligne] (I, II, IV, passim).
- Pseudo-Apollodore, Bibliothèque [détail des éditions] [lire en ligne] (I, 3, 2).
- Argonautiques orphiques [détail des éditions] [lire en ligne] (v. 77 et suiv.).
- Aristophane, Les Grenouilles [détail des éditions] [lire en ligne] (v. 1032).
- Cicéron, De natura deorum [détail des éditions] [lire en ligne] (I, 38).
- Diodore de Sicile, Bibliothèque historique [détail des éditions] [lire en ligne] (IV, 25).
- Hygin, Fables [détail des éditions] [(la) lire en ligne] (XIV).
- Ovide, Métamorphoses [détail des éditions] [lire en ligne] (X, 1–105).
- Palaiphatos, Histoires incroyables [détail des éditions] (lire en ligne) (XXXIII).
- Pausanias, Description de la Grèce [détail des éditions] [lire en ligne] (IX, 30).
- Valerius Flaccus, Argonautiques [détail des éditions] [lire en ligne] (I, 470–473).
- Virgile, Géorgiques [détail des éditions] [lire en ligne] (IV, 450–457).
- Pascal Mueller-Jourdan, Une initiation à la philosophie de l'antiquité tardive : les leçons du Pseudo-Elias, Fribourg/Paris, Éditions du Cerf, 2007, 143 p. (ISBN 978-2-204-08571-7).
- Émile Chambry, Émeline Marquis, Alain Billault et Dominique Goust (trad. du grec ancien par Émile Chambry), Lucien de Samosate : Œuvres complètes, Paris, Éditions Robert Laffont, coll. « Bouquins », 2015, 1248 p. (ISBN 978-2-221-10902-1).
- Pierre Pellegrin (trad. du grec ancien), Aristote : Œuvres complètes, Paris, Éditions Flammarion, 2014, 2923 p. (ISBN 978-2-08-127316-0).
- Orphée, Poèmes magiques et cosmologiques, Choix de textes et traductions par Alain Verse; édition revue et amendée par Alexandre Marcinkowski, postface de Luc Brisson, Paris, Les Belles Lettres, 2023, 192 p.  (ISBN 978-2-251-45487-0)

#### Sources modernes
- 1941 : Ivan M. Linforth, The Arts of Orpheus, Berkeley, University of California Press.
- 1961 : Eva Kushner, Le Mythe d'Orphée dans la littérature française contemporaine, Paris, Nizet.
- 1981 : Fernand Robert, La religion grecque, vol. 105, Paris, PUF, coll. « Que sais-je ? », 1981 (réimpr. 1967) (1re éd. 1949), 127 p. (ISBN 2-13-044672-8). .
- 1990 : Jean-Pierre Vernant, Mythe et religion en Grèce ancienne, Seuil, coll. « Librairie du XXIe siècle », Paris,  (ISBN 202010489X).
- 1990 : Giorgio Colli, Orphée, dans La Sagesse grecque, vol. I, Éditions de l’éclat (textes et commentaires),  (ISBN 9782905372413).
- 1994 : Pierre Brunel (dir.), Dictionnaire des mythes littéraires, Monaco, Éditions du Rocher, 1994, 1504 p. (ISBN 2-268-01825-3), « Orphée ». .
- 1995 : Reynal Sorel, Orphée et l'orphisme, PUF, coll. « Que sais-je ? », Paris,  (ISBN 2130472109).
- 1996 : Salomon Reinach, Cultes, mythes et religions (édition établie par Hervé Duchêne), Robert Laffont, p. 527-554,  (ISBN 2-221-07348-7).
- 1997 : Gilbert Durand, Les Nostalgies d'Orphée. Petite leçon de mythanalyse dans Religiologiques no 15, Orphée et Eurydice, mythes en mutation publié sous la direction de Mekta Zupancic.
- 2008 : Philippe Weigel, Le nouveau visage d’Orphée dans le théâtre contemporain : la navette mythique entre passé et présent, dans Métamorphoses du mythe. Réécritures anciennes et modernes des mythes antiques, sous la direction de Peter Schnyder, avant-propos de Jean Bollack, Paris, Orizons, collection « Universités/Domaine littéraire », p. 561-570.
- 2011 : Jourdan Fabienne, Orphée et les chrétiens. La réception du mythe d’Orphée dans la littérature chrétienne grecque des cinq premiers siècles in Revue des Études Grecques, tome 124, fascicule 2, décembre-juillet 2011, p. 592-595 lire en ligne.